# 218 (liczba)
218 (dwieście osiemnaście) – liczba naturalna następująca po 217 i poprzedzająca 219.

## W matematyce
- 218 to liczba złożona
- 218 to liczba półpierwsza[1]
- 218 to liczba istotnie różnych (to jest nieutworzonych przez obroty) kolorowań dwunastu krawędzi sześcianu przy użyciu co najwyżej dwóch kolorów[2]
- 218 to liczba punktów kratowych na powierzchni sześcianu o krawędzi długości 7 i standardowym położeniu w układzie współrzędnych kartezjańskich[3]

## W astronomii
- planetoida (218) Bianca
- galaktyka spiralna NGC 218
- kometa 218P/LINEAR